# 大野牧
大野牧（おおののまき）は、信濃国筑摩郡（長野県松本市波田周辺）に存在した勅旨牧。信濃十六牧の一つ。

## 概要
大野牧の存在は、文献上では知られるが、場所は確認されていない。同市の波田・安曇・和田から東筑摩郡山形村にかけて存在したと考えられている。また、同郡の埴原牧や、安曇郡の猪鹿牧ではその存在を裏付ける古墳群が存在するが、大野牧があったと比定される土地には古墳が見られないことから、大野牧の成立を646年の大化の薄葬令以後と考える説がある。
『貞観寺領目録』（872年、重要文化財、仁和寺所蔵文書）には、「信濃国　大野庄　百二町二段五十歩　在筑摩郡」との記述がある。これは、大野牧の牧長であった秦氏が、牧内の水利のよい土地を開発し、これを右大臣藤原良相に寄進して荘園にしてもらい、さらに貞観9年（867年）、天皇の祈願寺であった貞観寺に全国10か所の荘園とともに施入したことによると考えられる。このような操作をすることによって、不輸租・国司不入の権 を得て、藤原氏が領家にあり、秦氏は荘園下司に任命されて荘園の実権を有利に握ったものと考えられる。初期荘園としては信濃国では古い方であり、荘域は202町と記録されている。
鎌倉時代には、『吾妻鏡』文治2年3月12日（1186年4月3日）条に後白河法皇から源頼朝に示された「関東御知行国々内乃具未済庄々注文」に左馬寮領の大野牧として見える。

## 信濃国のその他の牧
- 『延喜式』には、信濃国に大野牧を含む次の16の牧が記述されている。大室牧・高井牧（高井郡）、笠原牧・平井手牧・宮処牧（伊那郡）、新張（新治）牧（小県郡）、塩原牧・岡屋牧・山鹿牧（諏訪郡）、望月牧・長倉牧・塩野牧（佐久郡）、埴原牧・大野牧（筑摩郡）、猪鹿牧（安曇郡）、萩倉牧[5]。
- 「牧」（まき）には、勅旨牧と言われる左右馬寮管轄下の牧の他に、兵部省管轄の官牧（諸国牧・近都牧）牧があった。

## 文献
- あずさ書店編集部 『幻の大寺院 若沢寺を読みとく』 あずさ書店、2010年9月、ISBN 9784900354678
- 塚田正朋 『長野県の歴史』 山川出版社、1974年5月、桐原健執筆部分